# Below Zero
Below Zero (br.: Frio Siberiano / Abaixo de Zero / Bola de Neve - TV) é um filme de curta-metragem estadunidense de 1930 do gênero comédia pastelão dirigido por James Parrott para a Metro-Goldwyn-Mayer. É uma produção de Hal Roach estrelada pela dupla Laurel & Hardy  e foi a primeira vez que música de fundo e algumas composições de Leroy Shield foram incluídas.

## Elenco
- Stan Laurel...Stan
- Oliver Hardy...Ollie
- Frank Holliday...policial (não creditado)
- Charlie Hall...homem que atira a bola de neve
- Tiny Sandford...Pete (não creditado)
- Leo Willis...ladrão (não creditado)
- Blanche Payson...mulher que quebra os instrumentos musicais
- Bobby Burns...homem "cego"
- Baldwin Cooke...homem na janela (não creditado)
- Kay Deslys...mulher na janela (não creditada)
- Jack Hill
- Retta Palmer
- Lyle Tayo...mulher na janela que joga a moeda

## Sinopse
Durante um rigoroso inverno, Laurel e Hardy são músicos de rua que não estão se dando bem: tocam duas horas em frente a um prédio sem que ninguém lhes dê dinheiro até que percebem que era um instituto de surdos-mudos. Vão para outro lugar e uma mulher lhes joga uma moeda para que saiam dali. Várias pessoas começam a atingi-los com bolas-de-neve e depois um pombo bota um ovo na canequinha que usavam para pegar moedas. Eles jogam o ovo fora e atingem uma mulher corpulenta que, irritada, quebra seus instrumentos. Até que acham uma carteira na rua e com isso são perseguidos por um ladrão e salvos por um policial. Agradecidos, eles convidam o oficial para almoçar com eles, mas, na hora de pagar a conta, a dupla descobre que a carteira era do convidado que a deixara cair. O policial diz que irá levá-los para a cadeia por lhe terem roubado, mas antes deixa os donos do restaurante espancarem os dois amigos por não terem como pagar a conta. Stan é jogado num barril de água e acaba bebendo todo o líquido e fica desesperado com a barriga gigantesca.

## Versão espanhola
Uma versão em língua espanhola, com o título Tiembla Y Titubea foi produzida com Laurel e Hardy dizendo os diálogos com a ajuda de placas fora do alcance das câmeras; atores falantes em espanhol substituíram os coadjuvantes da versão em inglês.